# أرنكيت
أرنكيت هي مدينة من مدن هايتي. يبلغ عدد سكانها 26,536 نسمة وذلك حسب إحصائيات سنة 2009. تبلغ مساحتها 59.29 كم².